# Munyaga
Munyaga è un settore (imirenge) del Ruanda, parte della Provincia Orientale e del distretto di Rwamagana.